# 부여우수
부여우수(扶餘優壽, ?~?)는 백제의 왕족 출신의 백제 관리이다. 고이왕의 동생이며, 고이왕이 백제의 관직체계를 정비하는 과정에서 고이왕 27년인 260년에 새로 설치된 내신좌평(內臣佐平)직에 임명되어 직접 국정에 참여했다.

## 가계
- 부왕 : 백제 제 4대 왕 개루왕 이설 있음
- 모후 : 미상
  - 아들 : 부여우수(扶餘優壽)